# Campeonato Europeo de Tenis de Mesa por Equipos de 2023
El XLII Campeonato Europeo de Tenis de Mesa fue celebrado del 10 al 17 de septiembre de 2023 en Malmö (Suecia), bajo la organización de la Unión Europea de Tenis de Mesa (ETTU) y la Federación Sueca de Tenis de Mesa.
La sede para el evento fue el Malmö Arena. Se acogieron a equipos masculinos y femeninos, dando a los ganadores la clasificación directa a los Juegos Olímpicos de París 2024.

## Medallistas[3]
| Evento           | Oro      | Plata    | Bronce           |
| ---------------- | -------- | -------- | ---------------- |
| Equipo masculino | Suecia   | Alemania | Francia Portugal |
| Equipo femenino  | Alemania | Rumanía  | Francia Portugal |